# Sparring
Pour l’article homonyme, voir Sparring (film).

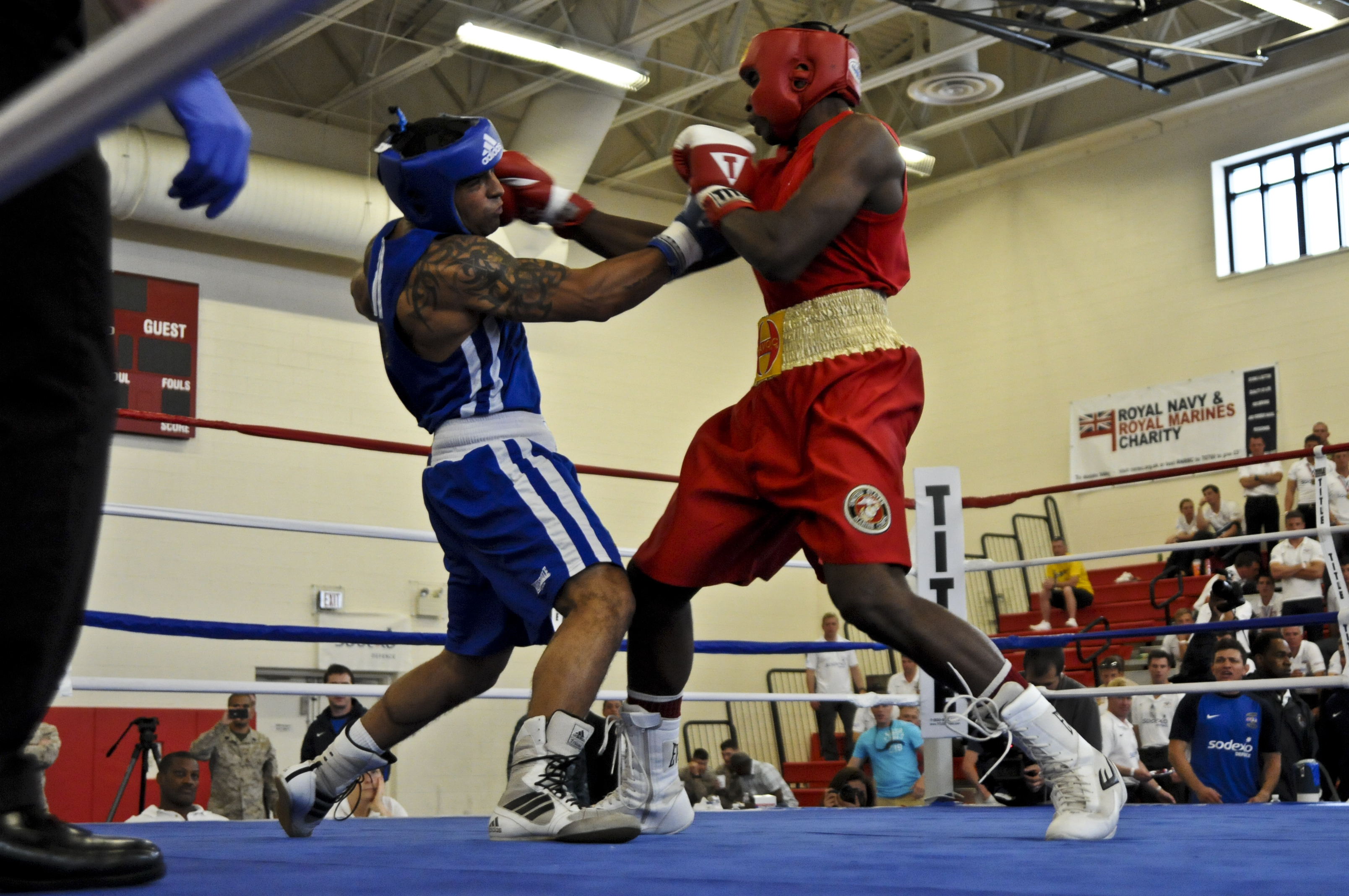
La boxe anglaise est l'un des sports où le sparring est une pratique présente.

Le sparring (de l'anglais, « entraînement ») est une forme d'entrainement commune à de nombreux arts martiaux. Bien que les formes soient variables, le sparring consiste essentiellement en un combat libre avec des règles, et l'accord de ne pas provoquer de blessures à l'adversaire.